# Струтинський Сергій Йосипович
Струти́нський Сергі́й Йо́сипович  (1876—1962, Київ) — український радянський діяч, член Центрального виконавчого комітету УРСР.

## Життєпис
Кадровий робітник київського заводу «Арсенал», на якому працював в 1896–1934 і 1938–1956 роках. Учасник революційних подій у Києві в 1905—1907 роках, Жовтневого повстання 1917 року. У 1934–1938 роках — член Президії, перший заступник голови Центрального виконавчого комітету УРСР.

Могила Сергія Струтинського

Помер у Києві, похований на Звіринецькому кладовищі.

## Ушанування пам'яті
У 1964–2015 роках у Києві на честь Сергія Струтинського називалася вулиця у Печерському районі міста Києва.